# Medellín
Medellín (španska izgovorjava [meðeˈʝin] ali [með̞eˈʎin]), uradno občina Medellín (špansko Municipio de Medellín), je drugo največje mesto v Kolumbiji, za Bogoto, in glavno mesto departmaja Antioquia. Leži v dolini Aburrá, osrednji regiji Andov v Južni Ameriki. Po podatkih državnega upravnega oddelka za statistiko je mesto po popisu iz leta 2018 imelo 2.508.452 prebivalcev. Z okolico, ki vključuje devet drugih mest, je metropolitansko območje Medellín druga največja mestna aglomeracija v Kolumbiji glede na prebivalstvo in gospodarstvo z več kot 3,7 milijona ljudi.
Leta 1616 je Španec Francisco Herrera Campuzano postavil majhno avtohtono vas (poblado), znano kot Sveti Lovrenc iz Aburrá (San Lorenzo de Aburrá) v današnji občini El Poblado. 2. novembra 1675 je kraljica Marija Ana Avstrijska ustanovila Mesto Gospe od Candelarije iz Medellína (Villa de Nuestra Señora de la Candelaria de Medellín) v regiji Aná, ki danes ustreza središču mesta (vzhodno -centralna cona) in najprej opiše regijo kot Medellin. Leta 1826 je nacionalni kongres nastajajoče Republike Velike Kolumbije, ki so jo sestavljale današnja Kolumbija, Venezuela, Ekvador in Panama, imenoval mesto za glavno mesto departmaja Antioquia. Potem ko je Kolumbija pridobila neodvisnost od Španije, je Medellín z razglasitvijo kolumbijske ustave iz leta 1886 postal glavno mesto zvezne države Antioquia do leta 1888. V 19. stoletju je bil Medellín dinamično trgovsko središče, ki je najprej izvažalo zlato, nato proizvajalo in izvoz kave.
Proti koncu 20. stoletja, v začetku 21. stoletja, je mesto ponovno pridobilo industrijsko dinamiko z izgradnjo železnice Medellín, liberalizacijo razvojne politike, izboljšano varnostjo in izboljšanim izobraževanjem. Raziskovalci na Inštitutu za čezmorski razvoj so mesto hvalili kot pionirja soglasnega modela gospodarskega razvoja »države lokalnega razvoja« po Washingtonu. Mesto je mednarodno promovirano kot turistična destinacija in velja za globalni tip mesta Gamma + po Globalization and World Cities Research Network. Metropolitansko območje Medellína proizvede 67 % BDP departmaja Antioquia in 11 % gospodarstva Kolumbije. Medellín je za regijo pomemben zaradi svojih univerz, akademij, trgovine, industrije, znanosti, zdravstvenih storitev, gojenja cvetja in festivalov.
Februarja 2013 je Urban Land Institute izbral Medellín za najbolj inovativno mesto na svetu zaradi nedavnega napredka v politiki, izobraževanju in družbenem razvoju. Istega leta je Medellín prejel nagrado Verónica Rudge za urbanizem, ki jo je Harvardska univerza podelila Urban Development Enterpriseu, predvsem zaradi projekta za celostni razvoj severozahoda v mestu. Septembra 2013 so Združeni narodi ratificirali peticijo Kolumbije za gostiteljico 7. Svetovnega urbanega foruma UN-Habitata v Medellínu od 5. do 11. aprila 2014. Leta 2016 je Medellín prejel nagrado svetovno mesto Lee Kuan Yew. Nagrada želi prepoznati in proslaviti prizadevanja za spodbujanje inovacij na področju urbanih rešitev in trajnostnega razvoja mest.

## Toponim
Dolina in njeno špansko naselje sta skozi leta imeli več imen, med drugim Aburrá de los Yamesíes (Dolina svetega Bartolomeja), "Poblado de San Lorenzo (Sveti Lovrenc iz Aburre), Villa de la Candelaria de Medellín in končno "Medellin".
Ime Medellín prihaja od Medellína v Španiji, majhne vasice v provinci Badajoz v Estremaduri. Vas je znana po tem, da je rojstni kraj Hernána Cortésa. Španski Medellín pa se je prvotno imenoval Metellinum in je bil leta 75 pred našim štetjem poimenovan po rimskem generalu Kvintu Ceciliju Metelu Piju, ki je vas ustanovil kot vojaško bazo.
Nekateri konkvistadorji, kot je Gaspar de Rodas, prvi guverner Antioquie, so prišli iz pokrajine Badajoz. Grof Pedro Portocarrero y Luna, predsednik Sveta Zahodne Indije (Consejo de Indias), je prosil špansko monarhijo, naj novo naselje v Ameriki poimenuje po mestu Medellín v Estremaduri. Njegova prošnja je bila sprejeta 22. novembra 1674, ko je regentka Marija Ana Avstrijska razglasila ime mesta za Villa de Nuestra Señora de Medellín. Miguel Aguinaga y Mendiogoitia, guverner, je to ime uradno potrdil 2. novembra 1675. Krona je mestu podelila grb 24. junija 1676.

## Zgodovina

### Predkolombovsko obdobje in naseljenci
Avgusta 1541 je bil maršal Jorge Robledo na mestu, ki je danes znano kot Heliconia, ko je v daljavi zagledal, za kar je mislil, da je dolina. Poslal je Jerónima Luisa Tejela, da razišče ozemlje in v noči na 23. avgust je Tejelo dosegel planoto današnje doline Aburrá. Španci so ji dali ime Dolina svetega Bartolomeja, vendar je bilo to kmalu spremenjeno v domače ime Aburrá, kar pomeni "slikarji", zaradi tekstilnih okraskov lokalnih poglavarjev.
Leta 1574 je Gaspar de Rodas prosil antioquijskega Cabilda za 10 kvadratnih kilometrov zemlje, da bi postavil črede in ranč v dolini. Cabildo mu je dodelil 8 kvadratnih kilometrov zemlje.
Leta 1616 je kolonialni obiskovalec Francisco de Herrera y Campuzano ustanovil naselje z 80 domačini in ga poimenoval Poblado de San Lorenzo, danes "El Poblado". Leta 1646 je kolonialni zakon odredil ločitev domorodcev od mesticev in mulatov, zato je kolonialna uprava začela graditi novo mesto v Ani, danes parku Berrío, kjer je bila zgrajena cerkev Nuestra Señora de la Candelaria de Aná ("Gospa Candelarijska iz Aná). Tri leta pozneje so Španci začeli graditi baziliko Marije Candelarijske, ki je bila obnovljena konec 18. stoletja.

### Rast mesta
Po letu 1574, ko se je v dolino naselil Gaspar de Rodas, je število prebivalstva začelo naraščati. Glede na cerkvene zapise cerkve sv. Lovrenca se je med letoma 1646 in 1650 poročilo šest parov in 41 med letoma 1671 in 1675. Rudniki zlata so bili razviti severovzhodno od Antioquie, zato so potrebovali hrano iz bližnjega kmetijstva. Dolina Aburrá je bila na strateškem položaju med rudniki zlata in prvim glavnim mestom province Antioquia, Santa Fe de Antioquia.
Prestolnica province Santa Fe je začela izgubljati pomen in je postopoma postala revna, saj so trgovci in ugledne osebnosti regije prišli v dolino Aburrá, kjer so bogate družine začele kupovati zemljo. Kmalu so prvi naseljenci v dolini zahtevali ustanovitev Cabilda (sveta) in tako dobili ločeno vlado od Santa Feja. Vlada Santa Feja se je proti temu borila, vendar je Marija Avstrijska podpisala odlok o ustanovitvi Cabilda.

### Špansko kolonialno obdobje
Pred nastankom mesta so bili prebivalci razpršeni po vsej dolini, le nekaj družin je bilo skoncentriranih na sotočju rek Aná (danes imenovane Santa Elena) in Medellín; drugi so živeli v El Poblado San Lorenzo. Po kraljevem odloku so naseljenci izbrali mesto Aná za srce bodočega mesta, s cerkvijo Candelaria v središču.
Njihove prve stavbe so bile preproste, s slamnato streho. Hiše najpomembnejših ljudi so bile dve nadstropji, cerkev in Cabildo pa nista bila impresivna. Šele v 18. stoletju so cerkev izboljšali. Samo enonadstropni Cabildo je bil na zahodnem delu trga. Do leta 1742 je imel slamnato streho, ko so jo nadomestili s strešniki. Leta 1682 so trgovci in tujci začeli graditi puščavnico Veracruz, ki jo je škof Popayána leta 1712 posvetil kot cerkev.
Leta 1675 je bil v kolonialnem obdobju izveden prvi popis: bilo je 3000 ljudi in 280 družin. Še en popis je bil izveden šele, ko ga je kolonialni Visitador (kraljevi inšpektor) Antonio Mon y Velarde naročil med letoma 1786 in 1787: takrat je bilo 14.507 ljudi in 241 družin. Leta 1808, dve leti preden je Kolumbija dobila neodvisnost, je imelo mesto 15.347 ljudi in 360 družin.
Leta 1803 je bil na Central Plaza, ki je danes park Berrío, ustanovljen Kraljevi kolidž frančiškanov z začetnimi oddelki za slovnico, filozofijo in teologijo. Kmalu zatem se je šola preselila v novo stavbo na majhnem trgu San Ignacio. Leta 1821 se je preimenovala v Colegio de Antioquia, leta 1901 pa je postala Univerza Antioquia. Univerza je imela tudi prvo šolo za poklicno izobraževanje, prvo kulturno radijsko postajo v Latinski Ameriki in prvi regionalni botanični vrt.

### Industrijska revolucija
V prvi polovici 20. stoletja se je prebivalstvo Medellína šestkrat povečalo, z 59.815 prebivalcev leta 1905 na 358.189 leta 1951. Tisočdnevna vojna (1899–1902) je ustavila industrijski razvoj mesta, čeprav državljanska vojna ni vplivala na regijo neposredno. V skladu z reformami predsednika Rafaela Reyesa po konfliktu je mesto nadaljevalo svoj industrijski razvoj in ustanovilo gospodarsko zbornico. Zbornica je razvila regionalni prometni projekt, ki je povezal Medellín z drugimi kolumbijskimi regijami in drugimi narodi.
Kljub pomembnosti proizvodnje zlata v zgodnjem razvoju Medellína je izvoz kave v 20. stoletju največ prispeval k rasti mesta. Trgovina je narasla na mednarodne razsežnosti, saj je glavni izvoz Kolumbije postala kava. Industrijska in komercialna dinamika Medellína je ustvarila tudi kasto trgovcev in podjetnikov, ki so ustanovili prve nacionalne industrije v Kolumbiji.

### Trgovina v Medellínu
Coltejer je eno najpomembnejših tekstilnih podjetij v Kolumbiji. V Medellínu ga je ustanovil Alejandro Echavarría 22. oktobra 1907.[17] Njegov sedež, Centro Coltejer, je najvišji nebotičnik v Medellínu in četrta najvišja stavba v Kolumbiji.
Odkritje premoga v Amagi, nekaj kilometrov južno od doline Aburrá in gradnja hidroelektrarn sta novim industrijam zagotovila energijo, kar je omogočilo ustanovitev številnih manjših podjetij. Železnica Antioquia (zgrajena leta 1875) je premagala težko geografijo ene najbolj goratih regij Južne Amerike, zlasti s predorom La Quiebra, ki je povezoval industrijsko središče z reko Magdaleno, največjo plovno reko v Kolumbiji. Leta 1932 je Medellín zgradil tudi svoje prvo letališče, letališče Enrique Olaya Herrera.
Študija Charlesa H. Savagea o industrijski proizvodnji v Antioquiaji med letoma 1960 in 1972 je pokazala, kako pomembne so industrije Medellína postale za Kolumbijo in Južno Ameriko. Proučeval je družbene spremembe, ki jih povzroča uvedba nove tehnologije. Savage si je ogledal tri tovarne v Antioquiaji: dve lončenini v Santuariu in La Blanci ter krojaško tovarno v Medellínu. Savage je preučeval proizvodnjo tovarn in odnos med delavci in njihovimi delodajalci, industrijsko učinkovitost, ki jo je imenoval "kultura dela". Njegove zaključke je objavil njegov kolega George F. Lombardi kot Sons of the Machine (1988). 

### Umetnost v zgodnjem 20. stoletju
Umetnost in literatura sta bili pomemben družbeni element v Medellínu. Univerza Antioquia, Nacionalna univerza Kolumbije s svojo podružnico v Medellínu in Papeška bolivarska univerza sta bili zgodovinsko akademsko središče mesta in odgovorni za oblikovanje intelektualnega razreda v regiji.
V prvi polovici 20. stoletja je bilo mesto del literarnega prehoda od romantike k moderni umetnosti in literarnim gibanjem novega stoletja. Pisatelj Tomás Carrasquilla (1858–1940) se je osredotočil na staroselce iz Antioquiaje in prikazuje njihovo vsakdanje življenje in običaje. Pisatelj in filozof Fernando González iz Envigada (v metropolitanskegas območja Medellína), risar Ricardo Rendón in pesnik León de Greiff so bili nekateri izmed ustanoviteljev Los Panidas, medellínskega literarnega gibanja. Druga pesnika in pisatelja sta bila Porfirio Barba-Jacob in Efe Gómez. V slikarstvu sta bila najbolj znana Eladio Vélez in Pedro Nel Gómez. Carlos Vieco Ortiz je bil priljubljen skladatelj in glasbenik. Medellín je postal sedež založb, kot so Sonolux, Ondina in Silver.
Medellínski klubi, mnogi od njih iz konca 19. stoletja, so postali središče intelektualnih in industrialističnih gibanj, kot sta Club Union (ustanovljen leta 1894) in Club Campestre (ustanovljen leta 1924). Leta 1909 je bil ustanovljen Circo España in gledališče Bolívar leta 1919. Art nouveau Junín Theatre je bilo porušeno, da bi zgradili Centro Coltejer, ki je zdaj najvišja stavba v mestu. Cine Colombia, prvi filmski distributer v državi, je bil ustanovljen v Medellínu leta 1927.

### Druga polovica 20. stoletja
Kolumbija je vstopila v novo obdobje politične nestabilnosti z umorom predsedniškega kandidata Jorgeja Eliecerja Gaitána v Bogoti leta 1948. Politično nasilje se je razširilo na podeželje Kolumbije in kmetje so pobegnili v mesta. Pobočja doline so postala prenaseljena s slumi.
Ker se je prebivalstvo Medellína v 50. letih 20. stoletja hitro povečevalo, so industrialci, trgovci in lokalna vlada ustvarili Medellín Master Plan (MMP) (Plan Piloto), načrt za širitev mesta v dolino Aburrá, ki bi vodil do nastanka prvega metropolitanskega območja v Kolumbiji. Paul Lester Wiener in José Luis Sert sta bila arhitekta, ki sta vodila projekt. Med glavnimi značilnostmi MMP so bili regulacija reke Medellín, nadzor novih naselij na pobočjih doline, oblikovanje industrijske cone v okrožju Guayabal, načrtovanje mesta, ki bo v harmoniji z reko, gradnja mestnega stadiona in upravnega središča v La Alpujarri.
Leta 1951 je imelo mesto 358.189 prebivalcev, vendar se je 22 let pozneje, leta 1973, število prebivalcev potrojilo na 1.071.252. Eksplozija prebivalstva je imela za MMP več posledic. Meje mesta so narasle na območja, ki niso bila predvidena v MMP, tako da je Medellín zdaj dosegel urbana območja drugih mest v dolini Aburrá, kot so Envigado, Bello in Itagüí; novi naseljenci v Medellínu so bili revne družine brez dovolj kreditov za nakup lastnih domov, zato je bilo zgrajenih več sosesk onkraj MMP; nekaj starih stavb v središču mesta je bilo porušenih, da bi zgradili visoke stolpe, pisarne in avenije.
Leta 1968 je v Medellinu potekala druga konferenca CELAM, ki je izrazila prednostno možnost za revne. Ogromno preseljevanje v Medellín je zagotovilo delavce za širitev tekstilnih tovarn, ki so bile v tem obdobju posodobljene, vendar je mestu ustvarilo nove težave: večjo brezposelnost, pomanjkanje storitev za revna območja, urbano nasilje v več okrožjih in propad kakršnega koli upanja na prometni sistem.

### Danes
Položaj Medellína kot industrijskega mesta v Antioquiaji je bil glavni dejavnik pri premagovanju krize v 1980-ih in 1990-ih. Medellín Metro, obsežna storitev mestnega prometa, je postal ponos mesta in doslej edini znak Master plana Medellína iz 1950-ih. Gradnja Plaza Mayor v Medellínu, mednarodnega centra za kongrese in razstave, je bila zasnovana tako, da bi svetu predstavila globalizirano gospodarstvo Kolumbije.
Socialna izključenost se je zmanjšala zaradi razvoja prometne infrastrukture; Metro, nov sistem javnih avtobusov, se je izboljšal s tako imenovanim Metroplusom, odprtim 22. decembra 2011 in gondolami, imenovanimi MetroCable v najrevnejših skupnostih. Poleg tega je bila 26. decembra 2011 v Comuna 13, eni najrevnejših sosesk Medellína, odprte električne tekoče stopnice dolžine 1260 metrov, ene prvih te vrste na svetu. Današnji Medellín vključuje prostore za umetnost, poezijo, dramo, gradijo javne knjižnice, ustanovljajo nove ekološke parke in vključujejo ljudi mesta v njegov razvoj. Njegovo največje nakupovalno središče je Santafé Mall.
Mestna uprava je sledila politiki, ki so jo raziskovalci na Inštitutu za čezmorski razvoj hvalili kot pomoč pri uvajanju soglasnega modela gospodarskega razvoja Washington consensus 'local development state.
Leta 2012 je bil Medellín med 200 mesti po vsem svetu, vključno z New Yorkom in Tel Avivom, ki so bili nominirani za najbolj inovativno mesto leta zaradi velikega napredka v javnem prevozu, saj več kot 500.000 prebivalcev in obiskovalcev vsak dan uporablja sistem podzemnih vlakov; javni program souporabe koles; nove objekte in znamenitosti, vključno s knjižnico España in kulturnim središčem na Moravskem; velike zunanje tekoče stopnice, ki prebivalcem mestne soseske Comuna 13 omogoča varno vožnjo po strmem pobočju; in podzemni sistem, ki vsako leto zmanjša emisije CO2 v Medellínu za 175.000 ton. Medellín ima največjo stavbo, namenjeno raziskavam v Kolumbiji, imenovano Sede de Investigación Universitaria (SIU) , objekt, ki združuje vrhunske raziskovalne skupine Univerze v Antioquiaji.

## Geografija
Medellín ima 16 comunas (občina), 5 corregimientos (okrožje) in 271 barrios (soseska). Metropolitansko območje Medellína leži v dolini Aburrá na nadmorski višini 1500 metrov in ga prepolavlja reka Medellín (prvih 60 kilometrov reke se imenuje Medellín, nato pa je znana kot Porce. Je pritok reke Nechi, ki se nato izliva v reko Cauca), ki teče proti severu. Severno od doline so mesta Bello, Copacabana, Girardota in Barbosa. Južno od doline ležijo Itagüí, Envigado, Sabaneta, La Estrella in Caldas.

### Podnebje
Vreme v Medellínu je toplo skozi vse leto z nekaj ekstremnimi temperaturami. Kot občina ima Medellín površino 382 km². Medellín ima pasatno podnebje tropskega deževnega gozda (Af), čeprav je opazno hladnejša različica tega podnebja, ki tesno meji na subtropsko visokogorsko podnebje (Cfb) in tudi na tropsko monsunsko podnebje (Am). Ker Medellín leži na 1500 m nadmorske višine, njegovo podnebje ni tako vroče kot v drugih mestih, ki so na isti zemljepisni širini blizu ekvatorja. Zaradi svoje nadmorske višine in privilegirane lege v območju Andov je vreme v Medellínu včasih bolj značilno za vlažno subtropsko podnebje kot za tropsko podnebje. Povprečna letna temperatura mesta je 22 °C, zaradi bližine ekvatorja pa je temperatura konstantna skozi vse leto z minimalnimi temperaturnimi nihanji. Temperature se gibljejo od 15 do 30 °C. Zaradi prijetnega pomladnega podnebja skozi vse leto je Medellín znan kot La Ciudad de la Eterna Primavera ali Mesto večne pomladi. Ker pa je mesto v dolini in je veliko njegovih okrožij na pobočjih, so lahko temperature v okoliških gorah nekoliko nižje.

### Administrativne enote
Medellín je mesto, ki ga upravlja republikanski demokratični sistem, kot je navedeno v kolumbijski ustavi iz leta 1991, z decentralizirano vlado. Upravljanje si delita župan mesta Medellín in občinski svet, ki sta oba izvoljena s splošnim glasovanjem.
Občino sestavljajo uradni oddelki (secretarías), vključno z oddelki za socialno mobilnost, urbano kulturo, družbeni razvoj, izobraževanje, vrednotenje in nadzor, vlado, vire, javna dela, upravne službe, okolje, ženske in promet. Obstaja tudi veliko oddelkov z določeno avtonomijo: letališče Olaya Herrera, javna knjižnica (Biblioteca Pública Piloto), College of Antioquia (Colegio Mayor), Urban Development Enterprise (EDU), podjetje za javne službe (EPM), Inštitut za šport in rekreacijo (INDER), General Enterprises of Medellín (EEVVM), avtobusne postaje Medellín, Splošna bolnišnica Medellín, podjetje za zdravstvene storitve "Metrosalud", Metropolitan Institute of Technology (ITM), Metro de Medellín, Oddelek za upravljanje parkov Medellín (Metroparques) in Metroseguridad.
Občina je razdeljena na šest con: Urbana cona, ki je razdeljena na 16 comunas (občin). Občine so nadalje razdeljene na 249 statističnih sosesk. Preostale cone izven urbanih con obsegajo pet corregimientos (okrožij).
Poleg tega občina pripada metropolitanskemu območju Medellín, ki ga sestavlja deset sosednjih občin.

### Cone
- Jugovzhodno: občina El Poblado.
- Jugozahodni: občini Guayabal in Belén.
- Zahodno-osrednje: občine Laureles, La América in San Javier.
- Vzhodno-osrednje: občine La Candelaria, Villa Hermosa in Buenos Aires.
- Severozahodni: občine Castilla, Doce de Octubre in Robledo.
- Severovzhodni: občine Aranjuez, Manrique, Popular in Santa Cruz.
- Corregimientos (oblasti): San Sebastián de Palmitas, San Cristóbal, Altavista, San Antonio de Prado in Santa Elena.

## Demografija
V dolini Aburrá živi 58 % prebivalstva departmaja Antioquia, 67 % prebivalstva doline Aburrá pa živi v mestu Medellín. Od prebivalcev Medellína je bilo 61,3 % rojenih v mestu, 38 % v drugih delih Kolumbije in 0,3 % v drugi državi.
Po podatkih nacionalnega upravnega oddelka za statistiko je imel Medellín do leta 2005 2.223.078 prebivalcev, s čimer je postal drugo največje mesto v Kolumbiji. Metropolitansko območje Medellína je leta 2005 imelo 3.312.165 prebivalcev. V mestu je 5820 ljudi na kvadratni kilometer. V mestnih naseljih je živelo 130.031 ljudi; 46,7 % prebivalstva je moških in 53,3 % žensk. Pri starejših od 5 let je nepismenosti 9,8 %. 98,8 % gospodinjstev v Medellínu ima elektriko, 97,3 % ima pitno vodo, 91 % pa stacionarni telefon.
Glede na popis prebivalstva DANE iz leta 2005 je v tem letu Medellín registriral 33.307 rojstev, nekoliko manj kot leta 2004 (33.615). Leta 2005 je bilo umrlih 10.828, leta 2004 11.512.

### Etnična sestava
Po podatkih popisa DANE iz leta 2005 je etnografska sestava mesta:
- Črnci, mulati, afro-kolumbijci ali afro-potomci: 6,5 %
- Avtohtoni Američani: 0,1 %
- Mestici/belci: 93,4 %

Med 17. in 18. stoletjem je Medellín sprejel številne priseljence iz Španije. Večina avtohtonih ljudstev je umrla zaradi vnosa evropskih bolezni in mnogi od tistih, ki so preživeli, so se poročili z zgodnjimi španskimi naseljenci, ki so bili večinoma moški; kasneje so se začele priseljevati tudi Španke. V 19. in 20. stoletju so priseljenci prihajali iz Libanona, Jordanije, Nemčije, Italije in Portugalske. Veliko ljudi iz Medellína se imenuje Paisas, ljudje večinoma španskega porekla, veliko jih je Baskov. Obstaja majhno število prebivalcev afro-kolumbijcev in zambo-kolumbijcev (ljudje avtohtonega in afriškega porekla).
Departma Chocó je zahodno od Antioquie in je dom številnih afro-kolumbijskih in zambo-kolumbijskih migrantov v Medellín in njegovo bližino. Migracije s kolumbijske karibske obale so bile pomembne, zlasti mladih, ki pridejo študirati na univerze v Medellínu in ostanejo delati v mestu. Glavno tuje priseljevanje so Ekvadorci in Venezuelci v neformalni trgovini.

## Gospodarstvo
Medellín je eno od gospodarskih središč Kolumbije. Njegovo gospodarstvo vodi močna skupina ljudi iz zasebnega sektorja, znana kot Grupo Empresarial Antioqueño. Skupina je bila prej znana kot Sindicato Antioqueño (Antiokvijska unija), a potem ko so jo v tujini zamenjali z delavskim sindikatom, kar je dolga leta oviralo njeno mednarodno rast, so izbrali novo uradno ime. Zastopa jo David Bojanini, vodja Grupo Suramericana (bančništvo, upravljanje premoženja in zavarovalniški konglomerat); Carlos Ignacio Gallego iz Grupo Nutresa (živilska industrija); José Alberto Velez iz Cementos Argos (multinacionalno cementno podjetje); in Carlos Raúl Yepes, vodja Bancolombia. Ta skupina ima skupno tržno kapitalizacijo približno 17 milijard ameriških dolarjev in zaposluje več kot 80.000 Kolumbijcev.
Ta skupina sodeluje tudi v drugih sektorjih mestne industrije in je aktiven trgovec na kolumbijski borzi. Medellín služi kot sedež številnih nacionalnih in multinacionalnih podjetij.
Glavni gospodarski proizvodi Medellína so jeklo, tekstil, slaščice, hrana in pijača, kmetijstvo (s podeželja), javne storitve, kemični izdelki, farmacevtski izdelki, rafinirano olje in cvetje. Moda je pomemben del gospodarstva in kulture mesta. Medellín gosti največjo modno revijo v Latinski Ameriki Colombiamoda.

## Arhitektura
Medellín je leta 2013 prejel nagrado Veronica Rudge Green za urbano oblikovanje, ki jo podeljuje Univerza Harvard, zaradi območja PUI Integral Urban Project Northeast, ki ga je zasnovala in izvajala Development Corporation Urbano. Medellín ohranja zelo malo kolonialne arhitekture iz 19. stoletja. Čeprav je bila dolina Aburrá žarišče kmetijstva in živinoreje v celotnem kolonialnem obdobju, njihovo relativno bogastvo ni izraženo v izjemni civilni in verski arhitekturi Cartagene, Tunje, Popayána in Bogote. To je mogoče razložiti z dejstvom, da prebivalstvo Medellína ni bilo politično in upravno središče ter geografsko izoliran kraj, katerega elita je malo vlagala v razvoj monumentalne arhitekture. Od konca kolonije sta ostali, vendar s številnimi preobrazbami, cerkev Candelaria in cerkev Veracruz.
Arhitektura Kolumbije med letoma 1850 in 1930, se imenuje "republikanska". Glavna novost sta bila uporaba opeke in izvajanje evropskih zgodovinskih slogov. Enrique Haeusler je leta 1879 zasnoval most Guayaquil. Francoski arhitekt Carlos Carré je v Medellínu vodil republikansko arhitekturo 19. stoletja. Carré je prišel v mesto leta 1889 in bil najet za načrtovanje in gradnjo nove škofovske stolnice ter več poslovnih in stanovanjskih stavb za različne dele mesta, zlasti v novi soseski Guayaquil. Metropolitanska stolnica je bila dokončana leta 1931; sta tudi avtorski zgradbi Vásquez in Carré, ki sta poleg trga Plaza Cisneros. Železniška postaja Medellín Antioquia je bila delo Enriqueja Olarteja, delo, ki je omogočilo dokončno urbano konsolidacijo v soseski Guayaquil. V 1920-ih je republikanska arhitektura dosegla vrhunec. V tem obdobju stojijo stara mestna palača (zdaj Muzej Antioquia) leta 1928, Narodna palača in palača departmajske vlade (zdaj Palača kulture Rafaela Uribe Uribe) med leti 1925 in 1928. Zadnji dve deli je zasnoval belgijski arhitekt Agustín Goovaerts, obe navdihnjena z belgijskim modernizmom, je uporabil romanski oziroma gotski slog. Druga Goovaertsova dela so bila med drugim cerkev Presvetega srca (soseska Guayaquil), cerkev sv. Ignacija. 1930-ta leta so izpostavila takšne stavbe soseske Prado, kot sta Egiptovska hiša in sedanji Teatro Prado.

### Parki
Glavni mestni parki so park Berrío v središču mesta; Bolívarjev park, nekoliko severneje in uokvirjen z metropolitansko stolnico in drugi v bolj stanovanjskih območjih, kot so Bethlehem park, El Poblado park in Laureles park. Več sodobnih parkov je interaktivnih in so naleteli na pozitiven sprejem pri ljudeh, saj niso le prostori za rekreacijo, ampak tudi izobraževanje. To so park Barefoot, park Wishes, park Explora in Bicentennial park (ki je bil nedavno odprt za obeležitev dvestoletnice Kolumbije).
Ena izmed najbolj obiskanih lokacij je Ekoturistični park Arví, ki ima površino približno 20.000 hektarjev, pokriva skoraj celotno ozemlje vasi Santa Elena in poteka med mesti Bello, Copacabana in Envigado. Na njegovih poteh, jezerih, gozdovih in potokih se lahko ukvarja z različnimi športi in dejavnostmi, kot so treking, kajak, kolesarjenje, kampiranje, ribolov, plavanje, jadranje na vesla, jahanje, kolesarske ture in pikniki. Njegov rt nad Medellínom ponuja naravno pokrajino s pogledom na celotno mesto.
Mesto je od zgoraj obdano s sedmimi griči, ki služijo kot naravne razgledne točke in so kraj zdravega preživljanja prostega časa, rekreacije, uživanja, raziskovanja, športa, kulture, izobraževanja in ekoturizma. Hribi so El Volador, La Asomadera, Nutibara, Pan de Azúcar, Salvador, El Picacho in Santo Domingo. V teh naravnih javnih prostorih lahko med drugimi znamenitostmi ljudje najdejo razgledne točke, predšpanske ceste, verske ikone, kulturo in tradicije, opazovanje ptic, najbolj popolno zeliščno bivanje v dolini Aburrá in ostanke zgodnjih naseljencev, ki izvirajo iz Medellína.
Drugi parki v mestu so Severni park in Juan Pablo II park. Živalski vrt Santa Fe, ustanovljen leta 1960, ima približno 1000 živali iz Azije, Afrike in Amerike.
- Park želja
- Botero Plaza
- Parque Lleras
- Bolívarjev park
- Bicentennial Park

### Trgi
- Plaza Cisneros je se med knjižnico EPM ter stavbama Vásquez in Carre. Ima gozd svetlobnih drogov, visok 24 metrov. Obstaja 300 stebrov z 2100 reflektorji (sedem na stolp) in 170 talnimi svetilkami. Ti elementi se po vrsti mešajo z bambusom in vodnimi viri. Je nekakšen umeten gozd, z odprtimi prostori za srečanja in velike množice.
- Botero Plaza: postavljen leta 2002, je pred glavno fasado muzeja Antioquia. Ima 7000 m², v katerem je v javnem prostoru stalno razstavljenih 23 monumentalnih skulptur Fernanda Botera. Prejel je nagrado Atila, ki jo je podeljevala argentinska revija National and American Architecture Document (Dana),
- Zea Plazuela izvira iz poznega 19. stoletja in ima še vedno nekaj hiš z izvirno arhitekturo; imenovan je tudi kot Trg Francisca Antonia Zea. Leta 1932, ko je kipar Marco Tobon Mejia razvil skulpturo Francisco Antonia Zea. Šele v zgodnjih 1950-ih je kraj dobil sodobne značilnosti.

- Trg svobode je v La Alpujarri, ima površino 70.000 m² in vključuje vladne in zasebne agencije. Zasnovan je kot javni trg, odprt za rekreacijo. Je središče konvergence in usklajevanja glavnih dejavnosti in tokov pešcev, ki se razvijajo v upravnem in kulturnem sektorju mesta.
- Plazuela Nutibara: zgodovinska in reprezentativna lokacija mesta. V njegovi okolici so tradicionalne stavbe, ki so uvrščene na seznam mestne dediščine: Palača kulture Rafaela Uribe Uribe, ena najvrednejših arhitekturnih stavb, starodavni sedež vlade Antioquia in hotel Nutibara. Tam je tudi vir Cacique Nutibara, delo mojstra Pedra Nela Gómeza. Je v bližini trga Plaza Botero.
- Plazuela San Ignacio: tradicionalni kraj mesta, na njegovem vzhodnem boku so tri zgodovinske stavbe, stavba zgodovinskega sedeža sv Ignacija Univerze v Antioquii, cerkev sv. Ignacija je dragulj baročnega in neoklasicističnega samostana sv. Ignacija ali republikanskega sloga, z gotskimi elementi v notranjosti. Na trgu so kip generala Francisca de Paule Santanderja, doprsni kip Marceliana Véleza in spomenik stoletnici univerze Antioquia.
- Plazuela de La Veracruz: tu je cerkev La Veracruz, ki daje ime Plazueli. Ima bronasti vodnjak in marmorni spomenik, ki je poklon junaku neodvisnosti Atanasiu Girardotu.

## Kultura
Kultura v Medellínu je močno povezana s širšo kulturo regije Paisa, katere edinstvene lastnosti vključujejo njihov španski naglas, kulinariko in gostoljubnost. Danes ima Medellín več kulturnih znamenitosti za javnost, vključno s približno 40 muzeji, 21 javnimi parki, 28 gledališči in več javnimi knjižnicami. Mesto vsebuje tudi več nacionalnih spomenikov Kolumbije.
Večina ljudi v Medellínu je katoličanov, kar se odraža v več cerkvah in verskih dejavnostih Medellína. Med najbolj reprezentativne cerkve spada  Metropolitanska stolnica, največja stolnica na svetu, zgrajena v celoti iz žgane opeke. Tu so tudi bazilika Gospe Candelarijske, ki je bila uradna stolnica do leta 1931, cerkev sv. Ignacija, baročna zunaj in kolonialna znotraj, cerkev San Joséja, cerkev San Antonio, ki ima eno izmed največjih kupol v Kolumbiji, cerkev San José del Poblado v Parque del Poblado, kjer je bilo leta 1616 ustanovljeno prvo evropsko naselje v dolini Aburrá in cerkev Nuestra Señora de Belén. Vsi ti templji vsebujejo versko umetnost in so v središču mesta, kar olajša njihovo ogledovanje.
Decembra je mesto pokrito s tisoči pravljičnih lučk, ki ustvarjajo znamenite Alumbrados (božične lučke), ki jih National Geographic uvršča med deset najlepših na svetu  in jih je mogoče videti predvsem na Avenija La Playa in reka Medellín.
Plaza Mayor je epicenter velikih dogodkov in poslovanja. Po odloku občinske vlade so med letoma 1980 in 1990 morale vse stavbe oziroma visoke stavbe nujno vsebovati skulpturo slavnega umetnika. To je eden od razlogov, zakaj ima Medellín največje število skulptur na kvadratni kilometer v Kolumbiji.
Poleg tega ima mesto številne festivale in razstave skozi vse leto. Tradicija silletero (so bili nosači, ki so jih uporabljali za prevoz ljudi in njihovega premoženja po poteh, ki jih ni mogoče prepeljati s konjsko vprego) je tudi tesno povezana z regijo in velja za del kolumbijske kulturne dediščine. Od leta 1957 se ta tradicija nadaljuje v paradi Silleta, ki poteka v času letnega Festivala cvetja, kjer nosijo silleta, oblikovane s cvetličnimi aranžmaji.
Na ulicah mesta si lahko ogleda dela številnih uglednih umetnikov, domačih in tujih. Umetnika, ki izstopata, sta mojstra Rodrigo Arenas Betancur in Fernando Botero.

### Muzeji in druga prizorišča
Medellín ima približno 40 galerij, ki so ena glavnih znamenitosti mesta. Nekateri od glavnih muzejev so naslednji:
- Muzej Antioquia je bil drugi muzej, ustanovljen v Kolumbiji in prvi v departmaju Antioquia. Je v središču stare mestne hiše poleg Botero Plaza.
- Muzej moderne umetnosti v Medellínu (MAMM), ustanovljen leta 1978, ima dragoceno zbirko sodobne umetnosti, ki obsega skulpture, skupine, slike, fotografije in grafike domačih in tujih umetnikov. Ena od njegovih glavnih znamenitosti je zbirka skoraj vseh del antioquiajske slikarke Débore Arango. Druga glavna atrakcija je projekcija kinematografske umetnosti. Je tudi sedež mednarodnega bienala videa septembra.
- Univerzitetni muzej Univerze v Antioquii, ustanovljen leta 1942, je v Univerzitetnem mestu. Področje antropologije razstavlja zbirko 18.000 kosov predkolumbijske keramike, kamna, školjk, kovine in tekstila, drugo najbogatejšo v državi in celotno etnografsko zbirko. Področje vizualnih umetnosti obsega sodobno slikarstvo in kiparstvo ter obsega 1200 del sodobnih umetnikov. Področje zgodovine na univerzi zbere v tisoč delih in dokumentira 200 let obstoja univerze, naravoslovni oddelek pa prikazuje 5400 kosov, vključno z avtohtonimi in eksotičnimi plišastimi živalmi, kožami za študij, minerali in fosili.

- Muzej El Castillo, zgrajen leta 1930 v srednjeveški gotiki in odprt za javnost leta 1971, ima vrtove v francoskem slogu, sobo za eksplozije, knjižnico in koncertno dvorano za 250 ljudi. Ima stalne eksponate iz porcelana in stekla, vitražov, glasbe, kiparstva, klavirja in baleta.
- Interaktivno muzejsko okolje EPM je del Parque de los Pies Descalzos. Prejme 1000 obiskov na dan, večinoma študentov. Za izobraževalni ogled ima 22 sob, ki se razprostirajo po štirih stavbah, v katerih so s tehnološkimi viri in na zabaven način razložena dela in interakcija s fizičnimi principi vode, energije, plina in telekomunikacij. Financira in upravlja ga Empresas Públicas de Medellín.
- Mineraloški muzej je v šoli za rudarstvo Nacionalne univerze Kolumbije. Ima stalno razstavo s skupno 2778 primerki; njegove zbirke mineralogi in strokovnjaki prepoznajo med najboljšimi muzeji v Južni Ameriki.
- Muzej pokopališča San Pedro je bil zgrajen leta 1842, postal muzej leta 1998 in razglašen za nacionalni spomenik leta 1999. Ta kraj je sestavni del kulturne in arhitekturne dediščine Medellína. Čeprav sodi v kategorijo kiparskih in arhitekturnih del, ki predstavljajo pogrebno umetnost, se je prostor začel pojavljati kot novo prizorišče za umetniško širjenje. Ohranjene so zbirke domače in nacionalne umetnosti, v nočeh polne lune pa so koncerti, predstave, pripovedi, gledališče in ples. Nedvomno najpomembnejši so nagrobni spomeniki v spomin na ugledne osebnosti nacionalne zgodovine.
- Hišni muzej mojstra Pedra Nel Gómeza; leta 1975 je z donacijo umetnika in njegove družine del v hiši nastal muzej. Ima 1500 del, 200 kvadratnih metrov fresk in umetniško knjižnico z več kot 500 zvezki.

- Casa Museo Gardeliana širi kulturo in zgodovino tanga. Svet Medellína ga je leta 2002 razglasil za kulturno dediščino in zgodovinski spomenik. 14. februarja 1973 ga je ustanovil Argentinec Leonardo Nieto Jarbon v soseski Manrique, v preprosti tradicionalni hiši. Pevec tanga Carlos Gardel je umrl v Medellínu v nesreči letala. V mestu že dolgo obstaja globoka kultura tanga. Nekatere plošče pričajo o obisku hiše osebnosti iz politike, zabave in literature, kot je zapisal argentinski pisatelj Jorge Luis Borges.
- Parque Explora je interaktivni muzej, osredotočen na znanost, tehnologijo in številne druge vidike znanja in ustvarjalnosti. Med drugimi zanimivostmi ponuja največji sladkovodni akvarij v Južni Ameriki, ki hrani ribe rek Amazonke in Orinoka.
- Planetarium stoji pred Parque de Los Deseos. Prostor vključuje teleskope in projekcijsko sobo za 300 ljudi, kupolo s premerom 17,5 metra in stalne razstave za vse starosti o Zemlji in vesolju. Tu so avditorij, knjižnica in stalna razstava o vesoljski zgodovini.

Drugi ugledni muzeji so Centro Cultural Banco de la República, Entomološki muzej Francisco Luis Gallego, Casa Museo Santa Fe, Muzej naravoslovja, Etnografski muzej Miguel Ángel Builes in Etnografski muzej matere Laure.

### Kuhinja
Kuhinja Medellína je spet vezana na širšo kulturo Antioquie. Tipična regionalna jed je bandeja paisa (paisa krožnik), ki običajno vključuje fižol, riž, svinjske ocvirke (ali chicharrón), chorizo (svinjska suha salama), ocvrto jajce, patacónes (ocvrte banane), solato in avokado. Tradicionalno se postreže na pladnju ali lesu. Tradicionalno je jedi zaužiti z arepami (vrsta ploščatega kruha), ki so narejene iz kuhane, mlete in mešane koruze brez dodatnih sestavin.
Za zajtrk je običajno, da se hrano pospremi z vročo čokolado in morda rezino sira, ki se jo potopi v pijačo. Parva je tudi tradicionalna sestavina antioquiajske gastronomije. To ime je dano širokemu razponu sladkih in slanih pekovskih izdelkov, vključno s pan de queso, pan de bono, buñuelos in drugim pecivom.
Druga živila, ki so tipična za regijo, izvirajo iz kolumbijske živilske industrije, kot so kolumbijske gazirane pijače Postobón, regionalni aguardiente, znan kot Aguardiente Antioqueño, in čokoladne ploščice Jet.

## Mednarodne povezave

### Pobratena mesta
Medellín je pobraten z:
| - Bogoto, Kolumbija - Cali, Kolumbija - Pasto, Nariño, Kolumbija - Buenos Aires, Argentina - Rosario, Argentina - Gold Coast, Queensland, Avstralija - São Paulo, Brazilija - Manaus, Brazilija - Chapecó, Brazilija - Varna, Bolgarija | - Tijuana, Mehika - Dubaj, Združeni arabski emirati - Fort Lauderdale, Florida, ZDA - New York, ZDA - Čikago, ZDA - Miami, Florida, ZDA - Tacuarembó, Urugvaj |

### Druge oblike partnerstva
| - Barcelona, Španija. - Bilbao, Španija | - Recife, Brazilija - Zapopan, Mehika |